# Sakramentaler Segen

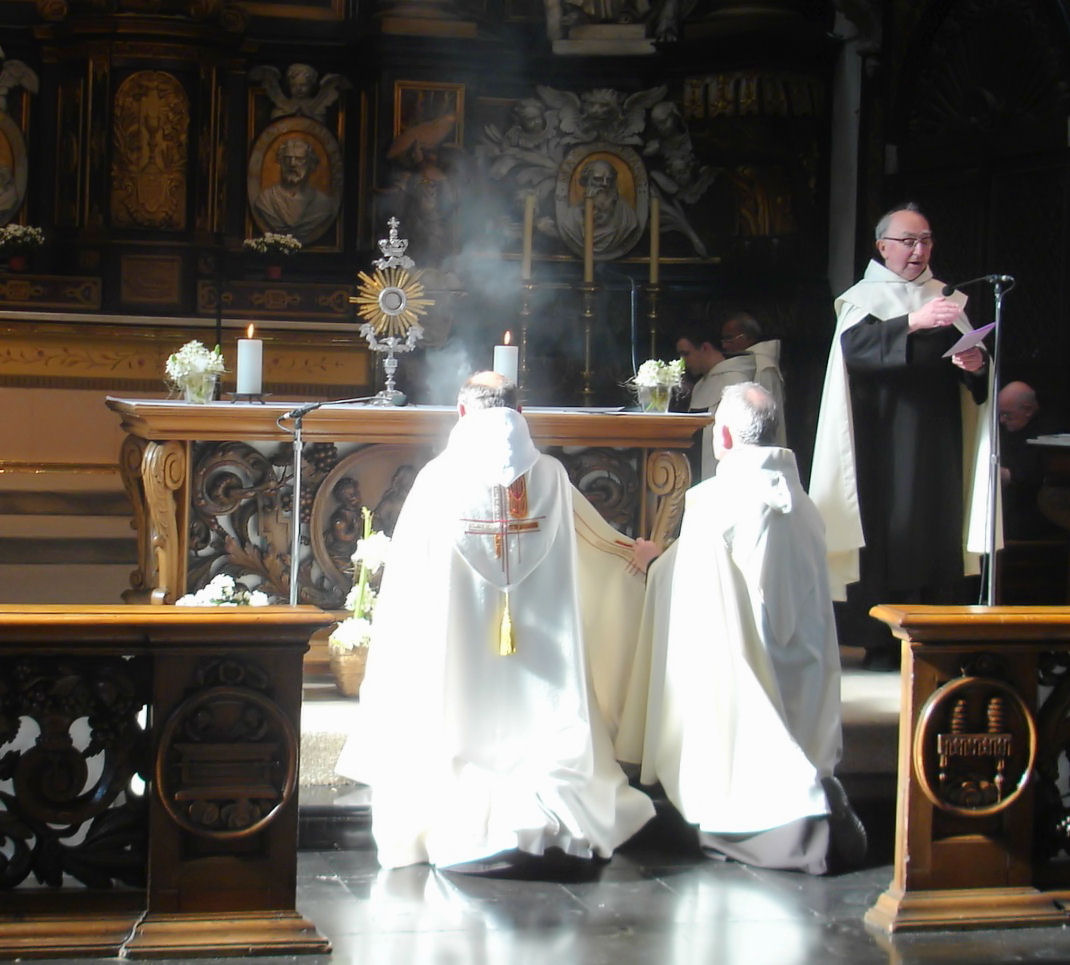
Sakramentale Andacht in einem niederländischen Karmelitenkloster

Der sakramentale Segen (auch  eucharistischer Segen) ist in der römisch-katholischen Kirche ein Ritus, bei dem den Gläubigen der Segen mit dem Allerheiligsten gespendet wird. Dies kann geschehen zum Abschluss einer Zeit der stillen Anbetung, am Ende einer Andacht oder bei einer eucharistischen Prozession, etwa am Fronleichnamsfest. 

## Geschichte
Der sakramentale Segen hat gemeinsam mit anderen eucharistischen Frömmigkeitsformen seine Wurzeln im frühen dreizehnten Jahrhundert, insbesondere beeinflusst durch die Einführung des Hochfestes Fronleichnam. Damals trafen sich marianische Bruderschaften und Gilden allabendlich vor einer Statue Unserer Lieben Frau und sangen Hymnen. Diese Andachten waren oft begleitet von der Aussetzung des Allerheiligsten. Sowohl während als auch am Ende des Gottesdienstes wurden mit dem Allerheiligsten die Gläubigen, insbesondere auch die Kranken, gesegnet. Die Tradition, die Kranken mit dem Allerheiligsten zu segnen, ist besonders am Wallfahrtsort Lourdes gegenwärtig. Am 27. März 2020 spendete Papst Franziskus den Segen urbi et orbi in Form des sakramentalen Segens.

## Liturgische Handlung
Der eucharistische Segen wird häufig mit einem der Hymnen des hl. Thomas von Aquin eingeleitet: Pange lingua (insbesondere die beiden letzten Strophen, beginnend mit Tantum ergo) oder O salutaris hostia.
Es folgen Versikel und Oration. Die Oration wird vom Priester oder vom Diakon gesungen; das Volk singt die Responsa des Versikels und die Akklamation „Amen“:
Versikel
| Latein                                                                                   | Deutsch                                                                         |
| ℣: Panem de caelo praestitisti eis. ℟: Omne delectamentum in se habentem. (Weish 16,20 ) | ℣: Brot vom Himmel hast du ihnen gegeben. ℟: Das alle Erquickung in sich birgt. |

Oration
| Latein | Deutsch |
| ℣: Oremus. Deus, qui nobis sub sacramento mirabili passionis tuae memoriam reliquisti: tribue, quaesumus, ita nos corporis et sanguinis tui sacra mysteria venerari, ut redemptionis tuae fructum in nobis jugiter sentiamus. Qui vivis et regnas in saecula saeculorum. ℟: Amen. | ℣: Lasset uns beten. Herr Jesus Christus, im wunderbaren Sakrament des Altares hast du uns das Gedächtnis deines Leidens und deiner Auferstehung hinterlassen. Gib uns die Gnade, die heiligen Geheimnisse deines Leibes und Blutes so zu verehren, dass uns die Frucht der Erlösung zuteilwird. Der du lebst und herrschest in Ewigkeit. ℟: Amen. |

Der  Priester oder der Diakon erteilt dann den knienden Gläubigen den Segen mit der Monstranz oder dem Ziborium. Meist läuten dazu Ministranten mit den Altarschellen. Nach dem Segen wird das Allerheiligste wieder in den Tabernakel übertragen.
Der eucharistische Segen ist keine losgelöste Form der Eucharistieverehrung, sondern schließt sich an eine gewisse Zeit der eucharistischen Anbetung, eine Andacht oder eine Prozession an. Es ist nicht erlaubt, die Aussetzung des Allerheiligsten nur vorzunehmen, um den sakramentalen Segen erteilen zu können. Gewöhnlich schließt der sakramentale Segen daher insbesondere längere Zeiten der Anbetung, beispielsweise bei der ewigen Anbetung oder am Herz-Jesu-Freitag ab. Er kann auch im Rahmen von Maiandachten und Rosenkranzandachten erteilt werden, wenn es dabei eine Zeit der stillen Anbetung gab.
Bei der Fronleichnamsprozession wird der sakramentale Segen an den einzelnen Stationen und zum Abschluss des Prozessionsweges gespendet. Auch bei Prozessionen an Bitttagen kann der Segen mit dem Allerheiligsten gespendet werden.